# Младен Петрич
Мла́ден Пе́трич (хорв. Mladen Petrić [хорватська вимова: [ˈmladɛn ˈpɛːtritɕ]], нар. 1 січня 1981, Дубраве) — хорватський футболіст боснійського походження, нападник. Виступав за національну збірну Хорватії.

## Клубна кар'єра
Народився в селі Дубраве, поблизу Брчко (нині — Боснія і Герцеговина). Незабаром сім'я Петрича переїхала в хорватське місто Вінковці, а з початком війни в Югославії була змушена перебратися в Швейцарію, місто Ноєнгоф.
Вихованець юнацьких команд швейцарських футбольних клубів «Ноєнгоф» та «Баден».
У дорослому футболі дебютував 1998 року виступами за «Баден», в якому провів один сезон, взявши участь у 22 матчах чемпіонату.

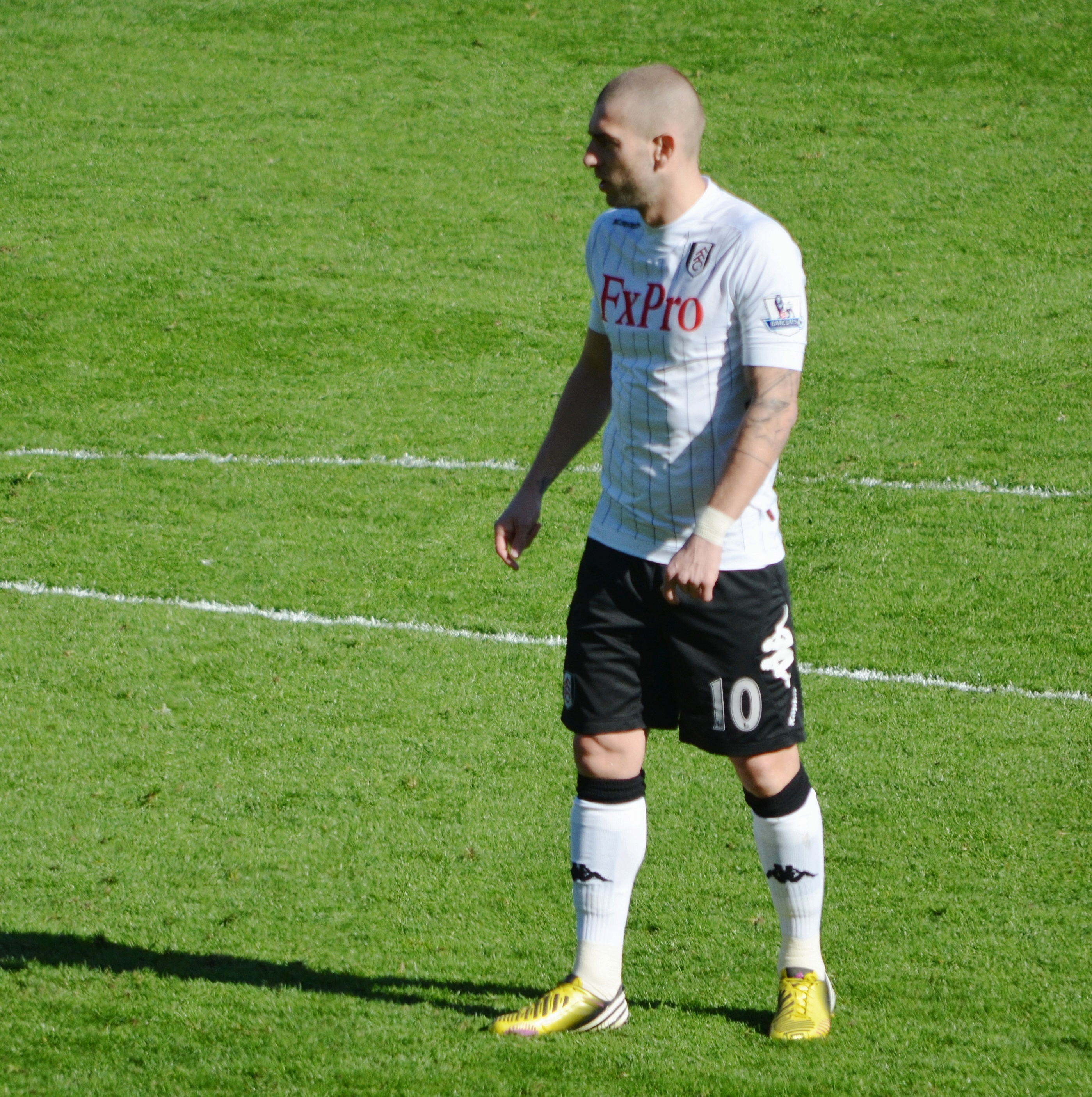
Младен Петрич під час виступів за «Фулгем». 20 квітня 2013 року.

Своєю грою за цю команду привернув увагу представників тренерського штабу клубу «Грассгоппер», до складу якого приєднався влітку 1999 року. Відіграв за команду з Цюриха наступні п'ять сезонів своєї ігрової кар'єри. Більшість часу, проведеного у складі «Грассгоппера», був основним гравцем атакувальної ланки команди.
Влітку 2004 року уклав контракт з «Базелем». Цей перехід викликав хвилю критики серед вболівальників «Базеля», так як незадовго до того, під час святкування «Грассгоппером» свого чемпіонського титулу, Петрич публічно спалив шарф квітів «Базеля» — принципового суперника цюріхського клубу. Тим не менш, перехід за суму в 3 млн євро все-таки відбувся, і Младен Петрич підписав з «Базелем» чотирирічний контракт.
В «Базелі» Петрич став одним з найкращих бомбардирів чемпіонату Швейцарії сезону 2005/06 з 15 м'ячами в 31 матчі. У тому ж сезоні він взяв участь у всіх 12 матчах, проведених «Базелем» в Кубку УЄФА, дійшовши до стадії чвертьфіналу турніру. У сезоні 2006/07 футболіст продовжив успішний виступ за клуб. У матчі першого раунду Кубка УЄФА 2006/07 Петрич забив гол у ворота македонської команди «Работнички» (6:2). 23 листопада 2006 року, в самому кінці заключного матчу в груповому етапі Кубка УЄФА проти французького «Нансі» голкіпер «Базеля» Франко Костанцо був вилучений за фол останньої надії і був призначений одинадцятиметровий штрафний удар. Ліміт замін у швейцарців був до того часу вичерпаний і у ворота встав Младен Петрич, який зумів відбити пенальті, принісши тим самим своєму клубу нічию — 2:2.
У сезоні 2006/07 Младен Петрич став найкращим бомбардиром чемпіонату Швейцарії (19 м'ячів). Всього у складі команди провів три роки своєї кар'єри гравця, зігравши у 72 матчах чемпіонату.
З 11 червня 2007 року один сезон захищав кольори дортмундської «Боруссії», в якому відзначився 13 м'ячами в 29 матчах. Тренерським штабом нового клубу також розглядався як гравець «основи». В новому клубі був серед найкращих голеадорів, відзначаючись забитим голом в середньому щонайменше у кожній третій грі чемпіонату.
17 серпня 2008 року Младен підписав контракт на чотири роки з іншим німецьким клубом «Гамбургом». «Боруссія» обміняла Петрича на футболіста «Гамбурга» нападника Мохамеда Зідана. У гамбурзькій команді Петрич провів 4 сезони, зігравши у 99 матчах Бундесліги.
Протягом сезону 2012/13 виступав в англійській Прем'єр-лізі за «Фулгем», після чого став гравцем «Вест Гем Юнайтед», але до кінця року зіграв лише 3 матчі в Прем'єр-лізі, через що у грудні покинув «молотобійців».
У січні 2014 року на правах вільного агента перейшов у грецький клуб «Панатінаїкос» і в першому ж сезоні допоміг команді виграти національний кубок. Наразі встиг відіграти за клуб з Афін 53 матчів в національному чемпіонаті.

## Виступи за збірну
1997 року взяв участь у одній грі у складі юнацької збірної Швейцарії, а 2000 року зіграв і за швейцарську «молодіжку».
Протягом 2000–2001 років залучався до складу молодіжної збірної Хорватії. На молодіжному рівні зіграв у 8 офіційних матчах, забив 1 гол.
В листопаді 2001 року дебютував в офіційних матчах у складі національної збірної Хорватії під час турне по Південній Кореї, де хорвати зіграли два товариські матчі зі збірною цієї країни, а Петрич виходив в обох матчу на заміну. Однак, в заявочний лист збірної на чемпіонат світу 2002 року Петрич включений не був. Свій перший гол за збірну Петрич забив 21 серпня 2002 року у ворота збірної Уельсу в товариському матчі, що проходив у Вараждині і завершився внічию — 1:1. Незабаром футболіст зіграв в першому своєму офіційному матчі за збірну, вийшовши на заміну в першому матчі відбіркового циклу чемпіонату Європи 2004 року, проти збірної Естонії, однак після цього матчу Петрич не викликався в національну команду більше трьох років.
У 2006 році Младен Петрич повернувся до складу збірної Хорватії, вийшовши на поле в товариських матчах зі збірними Південної Кореї і Аргентини, але в остаточний склад команди, яка вирушила до Німеччини на чемпіонат світу 2006 року, Петрич не потрапив.
У серпні 2006 року новий головний тренер хорватської збірної Славен Билич запросив Петрича в свою команду на товариський матч зі збірною Італії, в якому футболіст вийшов на заміну у другому таймі. Надалі Петрич взяв участь у 8 з 10 відбіркових матчах чемпіонату Європи 2008 року. У матчі проти збірної Андорри 7 жовтня 2006 року Петрич, провівши на полі 60 хвилин, забив 4 м'ячі у ворота суперника, ставши першим гравцем збірної Хорватії, який забив 4 голи в одному матчі. Гра закінчилася з рахунком 7:0, що стало найбільшою перемогою збірної за всю історію.
21 листопада 2007 року, в заключному матчі відбіркового раунду чемпіонату Європи 2008 року Младен Петрич дальнім ударом з лівої ноги забив третій, вирішальний гол у ворота збірної Англії на «Вемблі», принісши своїй збірній гостьову перемогу з рахунком 3:2. На самому чемпіонаті Європи 2008 року в Австрії та Швейцарії Хорватія виграла свою групу, вигравши всі свої матчі, включаючи перемогу проти Німеччини, але була вибита збірною Туреччини в чвертьфіналі в серії пенальті.
Всього провів у формі головної команди країни 45 матчів, забивши 13 голів.

## Статистика виступів

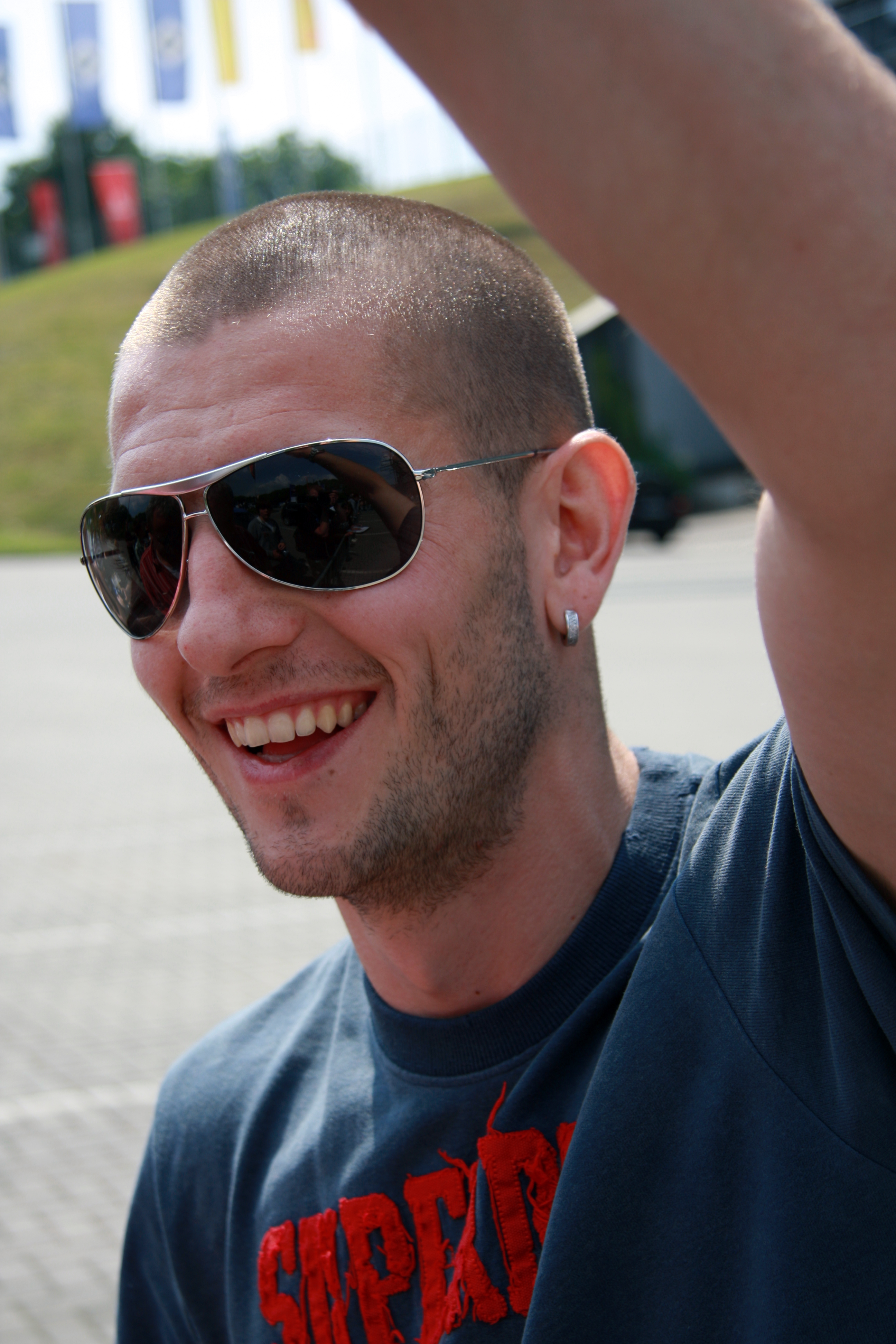
Младен Петрич у 2009 році.

### Статистика клубних виступів
| Сезон                           | Команда                         | Чемпіонат                       | Чемпіонат | Чемпіонат | Національний кубок | Національний кубок | Національний кубок | Континентальні кубки | Континентальні кубки | Континентальні кубки | Інші змагання | Інші змагання | Інші змагання | Усього | Усього |
| Сезон                           | Команда                         | Ліга                            | Ігор      | Голів     | Ліга               | Ігор               | Голів              | Ліга                 | Ігор                 | Голів                | Ліга          | Ігор          | Голів         | Ігор   | Голів  |
| ------------------------------- | ------------------------------- | ------------------------------- | --------- | --------- | ------------------ | ------------------ | ------------------ | -------------------- | -------------------- | -------------------- | ------------- | ------------- | ------------- | ------ | ------ |
| 2004–05                         | «Базель»                        | СЛ                              | 16        | 5         | КШ                 | 2                  | 0                  | ЛЧ+КУЄФА             | 2+4                  | 0                    | -             | -             | -             | 24     | 5      |
| 2005–06                         | «Базель»                        | СЛ                              | 31        | 15        | КШ                 | 3                  | 2                  | ЛЧ+КУЄФА             | 1+12                 | 0+3                  | -             | -             | -             | 47     | 20     |
| 2006–07                         | «Базель»                        | СЛ                              | 26        | 19        | КШ                 | 6                  | 2                  | КУЄФА                | 10                   | 5                    | -             | -             | -             | 42     | 26     |
| Усього за «Базель»              | Усього за «Базель»              | Усього за «Базель»              | 73        | 39        |                    | 11                 | 4                  |                      | 29                   | 8                    |               | -             | -             | 113    | 51     |
| 2007–08                         | «Боруссія» (Дортмунд)           | БЛ                              | 29        | 13        | КН                 | 6                  | 5                  | -                    | -                    | -                    | -             | -             | -             | 35     | 18     |
| 2008–09                         | «Боруссія» (Дортмунд)           | БЛ                              | 0         | 0         | КН                 | 1                  | 0                  | КУЄФА                | -                    | -                    | -             | -             | -             | 1      | 0      |
| Усього за «Боруссію» (Дортмунд) | Усього за «Боруссію» (Дортмунд) | Усього за «Боруссію» (Дортмунд) | 29        | 13        |                    | 7                  | 5                  |                      | -                    | -                    |               | -             | -             | 36     | 18     |
| 2008–09                         | «Гамбург»                       | БЛ                              | 25        | 12        | КН                 | 4                  | 3                  | КУЄФА                | 12                   | 5                    | -             | -             | -             | 41     | 20     |
| 2009–10                         | «Гамбург»                       | БЛ                              | 26        | 8         | КН                 | 2                  | 2                  | ЛЄ                   | 15                   | 10                   | -             | -             | -             | 43     | 20     |
| 2010–11                         | «Гамбург»                       | БЛ                              | 22        | 11        | КН                 | 2                  | 2                  | -                    | -                    | -                    | -             | -             | -             | 24     | 13     |
| 2011–12                         | «Гамбург»                       | БЛ                              | 26        | 7         | КН                 | 2                  | 1                  | -                    | -                    | -                    | -             | -             | -             | 28     | 8      |
| Усього за «Гамбург»             | Усього за «Гамбург»             | Усього за «Гамбург»             | 99        | 38        |                    | 10                 | 8                  |                      | 27                   | 15                   |               | -             | -             | 136    | 61     |
| 2012–13                         | «Фулгем»                        | ПЛ                              | 23        | 5         | КА+КЛ              | 1+0                | 0                  | -                    | -                    | -                    | -             | -             | -             | 24     | 5      |
| 2013-14                         | «Вест Гем Юнайтед»              | ПЛ                              | 3         | 0         | КА+КЛ              | 0+1                | 0                  | -                    | -                    | -                    | -             | -             | -             | 4      | 0      |
| 2013-14                         | «Панатінаїкос»                  | СЛ                              | 6+3       | 0+1       | КГ                 | 2                  | 0                  | -                    | -                    | -                    | -             | -             | -             | 11     | 1      |
| 2014–15                         | «Панатінаїкос»                  | СЛ                              | 29        | 7         | КГ                 | 4                  | 0                  | ЛЧ+ЛЄ                | 2+6                  | 0+1                  | -             | -             | -             | 41     | 8      |
| 2015–16                         | «Панатінаїкос»                  | СЛ                              | 15        | 4         | КГ                 | 4                  | 1                  | ЛЧ+ЛЄ                | 1+2                  | 0                    | -             | -             | -             | 22     | 5      |
| Усього за «Панатінаїкос»        | Усього за «Панатінаїкос»        | Усього за «Панатінаїкос»        | 50+3      | 11+1      |                    | 10                 | 1                  |                      | 11                   | 1                    |               | -             | -             | 74     | 14     |
| Усього за кар'єру               | Усього за кар'єру               | Усього за кар'єру               | 277+3     | 106+1     |                    | 40                 | 18                 |                      | 67                   | 24                   |               | -             | -             | 387    | 149    |

## Титули та досягнення

### Командні
- Чемпіон Швейцарії (3):

«Грассгоппер»: 2000-01, 2002-03
«Базель»: 2004-05
- Володар Кубка Швейцарії (1):

«Базель»: 2006-07
- Володар Суперкубка Німеччини (1):

«Боруссія» (Дортмунд): 2008
- Володар Кубка Греції (1):

«Панатінаїкос»: 2013–14

### Особисті
- Найкращий бомбардир чемпіонату Швейцарії (1): 2006-07 (19 голів)